# Gedächtnisstörungen in der Schwangerschaft
Die Beobachtung von kognitiven Einschränkungen und Gedächtnisstörungen in der Schwangerschaft (maternal amnesia, mütterliche Amnesie) und der Phase nach der Geburt aufgrund von Hormonveränderungen ist schon länger beschrieben.
Bei neueren Untersuchungen ist deutlich geworden, dass subjektiv wahrgenommene Defizite durch alle verwendeten Fragebögen festzustellen sind, die verwendeten objektiven Tests aber keine Nachweise oder ein uneinheitliches Bild liefern.
Die Existenz eines solchen spezifischen Syndroms wird auch in Frage gestellt und als alternative Erklärung mütterliche Übermüdung und soziale Erwartungshaltungen vorgeschlagen. Für den deutschen umgangssprachlichen Begriff der Stilldemenz oder Schwangerschaftsdemenz gibt es keine wissenschaftliche Grundlage, da weder ein Zusammenhang mit Stillen noch das Auftreten eines dementiellen Syndroms besteht.
Eine ausschließliche Reduzierung der Ursache für „Gedächtnisstörungen“ auf hormonelle Veränderungen stellt bei der stillenden Mutter eine zu einseitige Sichtweise dar. Aus der Gedächtnisforschung ist bekannt, dass eine fortwährende Störung des Schlafes zu Beeinträchtigungen der Hirnleistung/Gedächtnisleistung und zu Konzentrationsstörungen führt. Bei werdenden Müttern kommt es in den letzten Monaten der Schwangerschaft oft zu insomnischen Beschwerden, bedingt durch Weckreaktionen durch Bewegungen des Kindes sowie Problemen, überhaupt eine geeignete Schlafposition einnehmen zu können, und nächtlichem Harndrang. Auf diese Zeit mit Schlafmangel folgt nach der Geburt eine Zeit, bei der der Schlaf der Mutter wegen der Bedürfnisse des Kindes erneut laufend unterbrochen wird. Dieser Schlafentzug kann auf Gedächtnisleistung und Reizbarkeit Auswirkungen haben.
Im Tierversuch wurde nachgewiesen, dass zumindest bei Ratten die Zeit der Schwangerschaft eine Zeit der Umstellung im Gehirn ist, die insbesondere die in der Folgezeit erforderlichen Fähigkeiten und Fertigkeiten im Zusammenhang mit dem Nachwuchs begünstigt. Diese Umstellung erfolgt dauerhaft. Der scheinbare Widerspruch zwischen der im Tierversuch gezeigten Verbesserung und den beim Menschen festgestellten „Defiziten“ kann dadurch erklärt werden, dass die Testverfahren beim Menschen nur andere, in diesem Zusammenhang nicht sonderlich relevante Merkmale im Blick haben.